# Kup Zagrebačkog nogometnog saveza 2011./12.
Kup Zagrebačkog nogometnog saveza za sezonu 2011./12. je igran od rujna 2011. do svibnja 2012. godine 
 U kupu nastupaju klubovi s područja Grada Zagreba, a pobjednik i finalist natjecanja natjecanja su stekli pravo nastupa u pretkolu Hrvatskog kupa u sezoni 2012./13. 

Kup je osvojio Tekstilac-Ravnice iz Zagreba, pobijedivši u završnici Lokomotiva, također iz Zagreba. 

## Sudionici
U natjecanju su sudjelovala 53 kluba, prikazani prema pripadnosti ligama u sezoni 2011./12. 
| 1. HNL (I.) - Lokomotiva Zagreb - Lučko 2. HNL (II.) - Croatia Sesvete - HAŠK Zagreb - Hrvatski dragovoljac Zagreb - Radnik Sesvete - Rudeš Zagreb 3. HNL – Zapad (III.) - Dubrava Zagreb - Vrapče Zagreb | 4. HNL – Središte A (IV.) - Ivanja Reka - Maksimir Zagreb - Ponikve Zagreb - Sloga-Gredelj Zagreb - Špansko Zagreb - Šparta Elektra Zagreb - Tekstilac-Ravnice Zagreb - Trešnjevka Zagreb - Trnje Zagreb - ZET Zagreb | 1. Zagrebačka liga (V.) - Botinec Zagreb - Concordia Zagreb - Dinamo Odranski Obrež - Hrvatski Leskovac - Jarun Zagreb - Kustošija Zagreb - Mladost Buzin - Nur Zagreb - Odra - Omladinac Odranski Strmec - Polet Sveta Klara (Zagreb) - Prečko Zagreb - Sava Zagreb - Sesvetski Kraljevec (Sesvete) | 2. Zagrebačka liga (VI.) - Blato Zagreb - Brezovica - Čehi (Gornji Čehi) - Kašina - Mala Mlaka - Mladost Donji Dragonožec - Prigorje Markuševec (Zagreb) - Prigorje Žerjavinec - SC Lučko - Sava Jakuševec (Zagreb) - Studentski grad Zagreb - Vocor Zagreb | 3. Zagrebačka liga (VII.) - Croatia 98 Zagreb - Gavran Zagreb - Horvati 1975 - Hrašće (Hrašće Turopoljsko) - Podsused Zagreb - Travno Zagreb - Uljanik Zagreb - Zelengaj Zagreb |

## Rezultati

### 1. kolo
Igrano 4. rujna 2011. 
| klub1                        | klub2                       | rez.            |                                              |
| ---------------------------- | --------------------------- | --------------- | -------------------------------------------- |
| Sava Jakuševec (Zagreb)      | Brezovica                   | 3:0             |                                              |
| Prigorje Markuševec (Zagreb) | Travno Zagreb               | 9:0             |                                              |
| SC Lučko                     | Uljanik Zagreb              | 10:2            |                                              |
| Croatia 98 Zagreb            | Prigorje Žerjavinec         | 0:3             |                                              |
| Mladost Donji Dragonožec     | Čehi (Gornji Čehi)          | _:_ (9:10 11 m) | Čehi prošli boljim izvođenjem jedanaesteraca |
| Mala Mlaka                   | Vocor Zagreb                | 5:3             |                                              |
| Kašina                       | Zelengaj Zagreb             | 4:2             |                                              |
| Horvati 1975                 | Gavran Zagreb               | 8:2             |                                              |
| Podsused Zagreb              | Studentski grad Zagreb      | 2:5             |                                              |
| Blato Zagreb                 | Hrašće (Hrašće Turopoljsko) | 5:1             |                                              |

### 2. kolo
Igrano 21. rujna 2011. 
| klub1                         | klub2                     | rez.           |                                                  |
| ----------------------------- | ------------------------- | -------------- | ------------------------------------------------ |
| Hrvatski Leskovac             | Botinec Zagreb            | 1:3            |                                                  |
| Kustošija Zagreb              | Horvati 1975              | 3:1            |                                                  |
| Čehi (Gornji Čehi)            | Dinamo Odranski Obrež     | 0:6            |                                                  |
| Prigorje Markuševec (Zagreb)  | Mladost Buzin             | _:_ (5:6 11 m) | Mladost prošla boljim izvođenjem jedanaesteraca  |
| Sava Zagreb                   | Nur Zagreb                | 2:0            |                                                  |
| Studentski grad Zagreb        | Jarun Zagreb              | 3:1            |                                                  |
| Polet Sveta Klara (Zagreb)    | SC Lučko                  | _:_ (5:6 11 m) | SC Lučko prošlo boljim izvođenjem jedanaesteraca |
| Sesvetski Kraljevec (Sesvete) | Blato Zagreb              | 3:1            |                                                  |
| Concordia Zagreb              | Omladinac Odranski Strmec | 4:1            |                                                  |
| Prigorje Žerjavinec           | Mala Mlaka                | 5:1            |                                                  |
| Prečko Zagreb                 | Sava Jakuševec (Zagreb)   | 4:0            |                                                  |
| Odra                          | Kašina                    | 5:1            |                                                  |

### 3. kolo
Igrano 4. i 5. listopada 2011. 
| klub1                  | klub2                         | rez.           |                                                 |
| ---------------------- | ----------------------------- | -------------- | ----------------------------------------------- |
| SC Lučko               | Sava Zagreb                   | 1:3            |                                                 |
| Botinec Zagreb         | Sesvetski Kraljevec (Sesvete) | 4:7            |                                                 |
| Concordia Zagreb       | Kustošija Zagreb              | 3:1            |                                                 |
| Dinamo Odranski Obrež  | Prečko Zagreb                 | 3:0            |                                                 |
| Mladost Buzin          | Prigorje Žerjavinec           | _:_ (6:4 11 m) | Mladost prošla boljim izvođenjem jedanaesteraca |
| Studentski grad Zagreb | Odra                          | _:_ (2:4 11 m) | Odra prošla boljim izvođenjem jedanaesteraca    |

### 4. kolo
Igrano 26. listopada 2011. 
| klub1                         | klub2                    | rez.           |                                               |
| ----------------------------- | ------------------------ | -------------- | --------------------------------------------- |
| Sesvetski Kraljevec (Sesvete) | Maksimir Zagreb          | 4:1            |                                               |
| ZET Zagreb                    | Tekstilac-Ravnice Zagreb | 0:3            |                                               |
| Mladost Buzin                 | Trešnjevka Zagreb        | 1:4            |                                               |
| Sloga-Gredelj Zagreb          | Trnje Zagreb             | _:_ (4:5 11 m) | Trnje prošlo boljim izvođenjem jedanaesteraca |
| Dinamo Odranski Obrež         | Odra                     | 2:3            |                                               |
| Ivanja Reka                   | Špansko Zagreb           | 2:1            |                                               |
| Concordia Zagreb              | Vrapče Zagreb            | 1:2            |                                               |
| Sava Zagreb                   | Dubrava Zagreb           | 0:2            |                                               |
| Šparta Elektra Zagreb         | Ponikve Zagreb           | 0:3            |                                               |

### 5. kolo
Igrano 14. ožujka 2012. 
| klub1                       | klub2                         | rez.           |                                                    |
| --------------------------- | ----------------------------- | -------------- | -------------------------------------------------- |
| Hrvatski dragovoljac Zagreb | Radnik Sesvete                | 3:1            |                                                    |
| Odra                        | Sesvetski Kraljevec (Sesvete) | 2:4            |                                                    |
| Vrapče Zagreb               | Trnje Zagreb                  | 1:2            |                                                    |
| Tekstilac-Ravnice Zagreb    | Lučko                         | 3:1            |                                                    |
| Lokomotiva Zagreb           | Rudeš Zagreb                  | _:_ (5:3 11 m) | Lokomotiva prošla boljim izvođenjem jedanaesteraca |
| Trešnjevka Zagreb           | Ivanja Reka                   | 0:1            |                                                    |
| HAŠK Zagreb                 | Croatia Sesvete               | 2:0            |                                                    |
| Ponikve Zagreb              | Dubrava Zagreb                | _:_ (6:3 11 m) | Ponikve prošle boljim izvođenjem jedanaesteraca    |

### Četvrtzavršnica
Igrano 28. ožujka 2012. 
| klub1                    | klub2                         | rez.            |                                                           |
| ------------------------ | ----------------------------- | --------------- | --------------------------------------------------------- |
| Ivanja Reka              | Sesvetski Kraljevec (Sesvete) | 1:0             |                                                           |
| Ponikve Zagreb           | Lokomotiva Zagreb             | 0:3             |                                                           |
| Tekstilac-Ravnice Zagreb | Hrvatski dragovoljac Zagreb   | _:_ (10:9 11 m) | Tekstilac-Ravnice prošao boljim izvođenjem jedanaesteraca |
| Trnje Zagreb             | HAŠK Zagreb                   | _:_ (4:3 11 m)  | Trnje prošlo boljim izvođenjem jedanaesteraca             |

### Poluzavršnica
Igrano 18. travnja 2012. 
| klub1             | klub2                    | rez. |  |
| ----------------- | ------------------------ | ---- |  |
| Trnje Zagreb      | Tekstilac-Ravnice Zagreb | 0:2  |  |
| Lokomotiva Zagreb | Ivanja Reka              | 6:0  |  |

### Završnica
Igrano 16. svibnja 2012. 
| klub1                    | klub2             | rez. |                                      |
| ------------------------ | ----------------- | ---- | ------------------------------------ |
| Tekstilac-Ravnice Zagreb | Lokomotiva Zagreb | 1:0  | Tekstilac-Ravnice osvajač Kupa ZNS-a |

## Poveznice
- Zagrebački nogometni savez
- Kup Zagrebačkog nogometnog saveza